# Siunggam Julu
Siunggam Julu is een bestuurslaag in het regentschap Padang Lawas Utara van de provincie Noord-Sumatra, Indonesië. Siunggam Julu telt 716 inwoners (volkstelling 2010).